# Lycaena salustius
Lycaena salustius este un fluture comun de culoare arămie din familia Lycaenidae. Poate fi găsit în Noua Zeelandă.

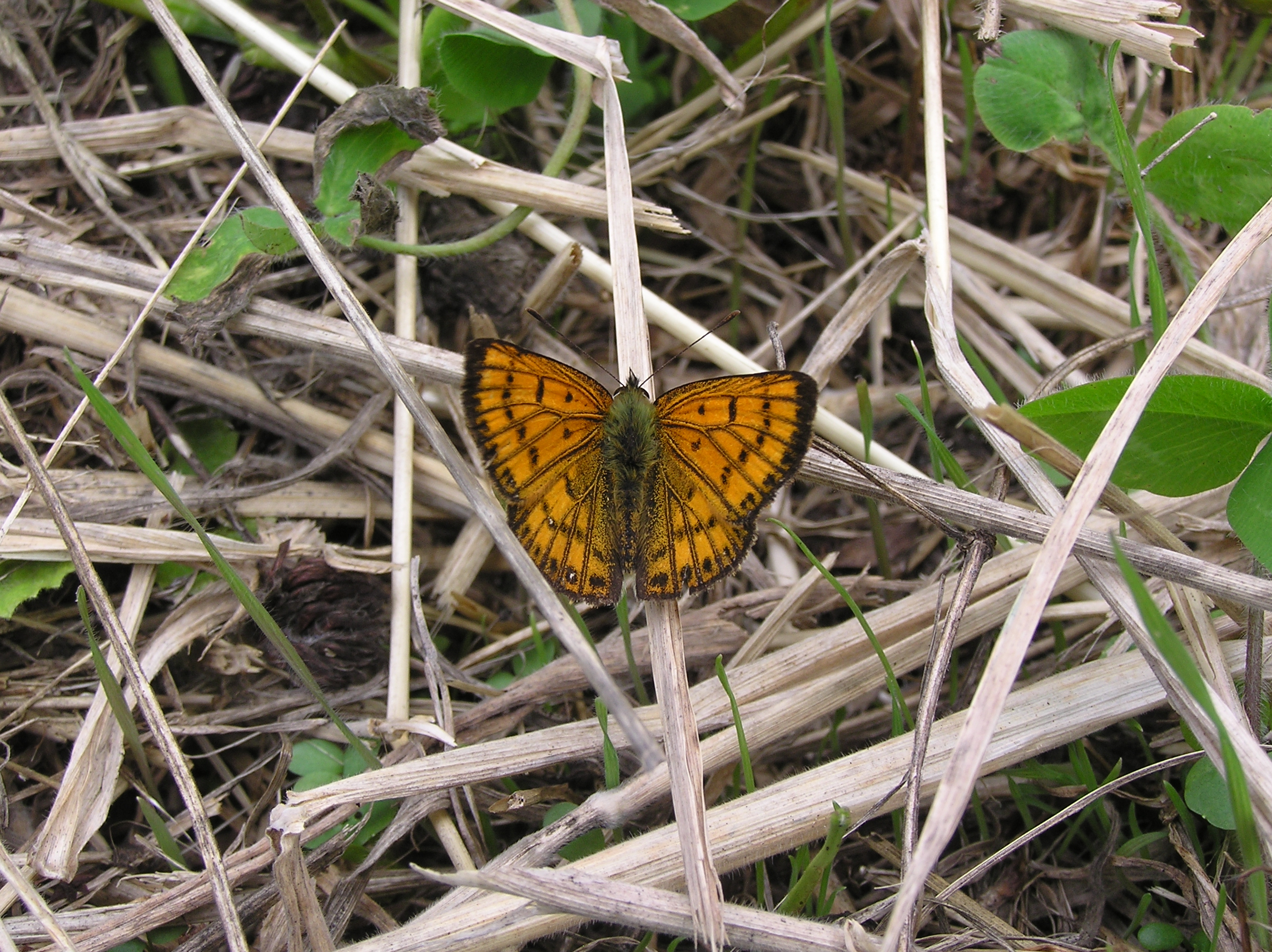
Mascul

Anvergura este de 24–35 mm, iar adulții zboară din octombrie până în aprilie.